# Åsa Tham
Åsa Tham, född 1954 i Uppsala, utexaminerades som jägmästare 1981 och blev den första kvinnliga skogliga doktorn när hon doktorerade i ämnet skogsskötsel 1988. 
Åsa Tham har varit stiftsjägmästare i Västerås stift och styrelseledamot i FSC International. Numera är hon egen företagare i Mozambique och driver skogsbruk och jordbruk med egen kvarn och mejeri.